# باول شتاين (عالم حشرات)
باول شتاين (بالألمانية: Paul Stein)‏ هو عالم حشرات ألماني، ولد في 1852 في فيتنبرغ في ألمانيا، وتوفي في 1921.